# 帕塔爾科查湖 (查卡斯區)
9°12′40″S 77°21′30″W / 9.21111°S 77.35833°W

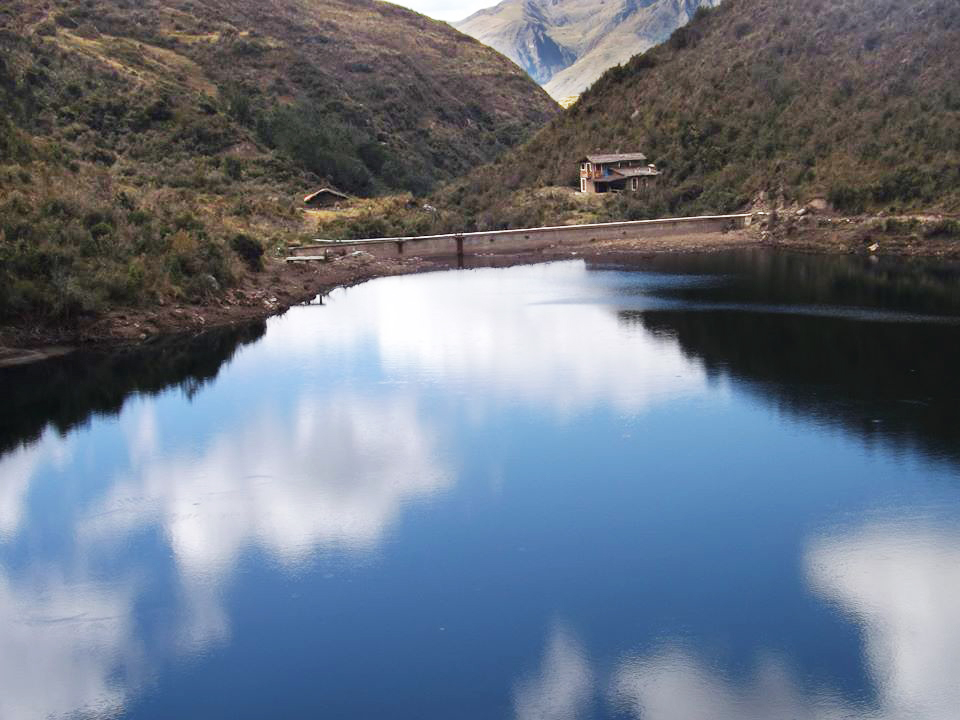

帕塔爾科查湖（西班牙語：Patarcocha），是秘魯的湖泊，位於該國北部安卡什大區，由阿松森省的查卡斯區負責管轄，處於亞納科查湖、韋格龍科查湖和倫托科查湖西北面，長0.26公里、寬0.15公里，海拔高度3,900米。